# Hans Schulze (Schauspieler)
Hans Schulze (* 7. Oktober 1930 in Bochum; † 29. August 2023 in Köln) war ein deutscher Schauspieler.

## Leben
Hans Schulze absolvierte von 1950 bis 1953 eine Schauspielausbildung an der Schauspielschule Bochum, ehemals Westfälische Schauspielschule. Es folgten erste Theaterengagements in Bonn, Münster, Oldenburg und Basel.
Von 1963 bis 1968 war er festes Ensemblemitglied am Staatstheater Wiesbaden. Dort spielte er unter anderem den Mercutio in Romeo und Julia von William Shakespeare, den Stauffacher in Wilhelm Tell von Friedrich Schiller, den Robespierre in Dantons Tod von Georg Büchner und den Gennadi in Der Wald von Alexander Ostrowskij.
Von 1968 bis 1979 war Schulze am Schauspiel Köln engagiert, wo er sich weitere wichtige Theaterrollen erarbeitete. Er trat dort unter anderem in der Rolle des griechischen Gottes Dionysos in den beiden Theaterstücken Die Bakchen von Euripides und in Die Frösche von Aristophanes auf. Außerdem spielte er den  König Claudius in Hamlet von William Shakespeare, den Antonius in Antonius und Cleopatra, ebenfalls von Shakespeare, den Mephisto in Faust von Johann Wolfgang von Goethe, den Piccolomi in Wallenstein von Friedrich Schiller, den Hagen in Die Nibelungen von Friedrich Hebbel, den Meister Anton in Maria Magdalena, ebenfalls von Hebbel, den Luka in Nachtasyl von Maxim Gorki und den Macheath in Die Dreigroschenoper von Bertolt Brecht und Kurt Weill.
Von 1979 bis 1981 war Schulze Mitglied am Staatsschauspiel Stuttgart. In dieser Zeit übernahm er unter anderem die Rolle des König Philipp in dem Dramatischen Gedicht Don Carlos von Friedrich Schiller. Am Theater an der Ruhr in Mülheim an der Ruhr spielte er den Schigolch in Lulu von Frank Wedekind.
Von 1983 bis 1986 folgte ein Engagement am Düsseldorfer Schauspielhaus, von 1986 bis 1989 ein weiteres Engagement am Bayerischen Staatsschauspiel. In München spielte Schulze unter anderem den Jacques in Wie es euch gefällt von William Shakespeare, den Marquis de Sade in Marat/Sade von Peter Weiss und 1986 die Titelrolle in der Uraufführung des Stücks Ich, Feuerbach von Tankred Dorst.
Von 1992 bis 1994 war Schulze am Theater Bremen engagiert. 1999 trat er am Nationaltheater Mannheim als Großinquisitor in Schillers Don Carlos auf. 2002 spielte er den William von Baskerville in einer Bühnenfassung des Romans Der Name der Rose von Umberto Eco.
Höhepunkt von Schulzes Theaterlaufbahn waren seine Auftritte bei den Salzburger Festspielen. Dort spielte er in den Jahren 1984 und 1985 die Titelrolle in Nathan der Weise von Gotthold Ephraim Lessing. Die Inszenierung in der Regie von Johannes Schaaf, in der neben Schulze unter anderem Suzanne von Borsody, Rosemarie Fendel und Sylvester Groth mitwirkten, wurde vom ORF aufgezeichnet und ist mittlerweile als Live-Mitschnitt auch auf DVD veröffentlicht worden. 
Schulze spielte ab den 1950er Jahren auch in einigen Kinofilmen und Fernsehfilmen mit. Sein Filmdebüt gab Schulze 1955 in einer Nebenrolle in dem DEFA-Film Ernst Thälmann – Führer seiner Klasse. In den 1960er-Jahren war er, unter anderem unter der Regie von Fritz Umgelter und Franz Josef Wild, in einigen Fernsehspielen und Fernsehfilmen zu sehen. 1977 hatte er eine Rolle als US-Leutnant in dem Spielfilm Aus einem deutschen Leben. 1979 spielte Schulze in dem Fernseh-Mehrteiler Jauche und Levkojen. 1985 hatte er eine kleinere Rolle in dem Historiendrama Marie Ward – Zwischen Galgen und Glorie an der Seite von Hannelore Elsner.
Große Bekanntheit beim Fernsehpublikum erlangte Schulze vor allem durch die Nebenrolle des Kriminaldirektors Stanelle in der ZDF-Fernsehserie SOKO 5113, die er von 1978 bis 1996 an der Seite von Heinz Baumann und Werner Kreindl spielte.
Schulze war von 1995 bis 1998 der Direktor der Schauspielschule Bochum, die ihm 1996 den Professoren-Titel verliehen hat.
Er starb am 29. August 2023 im Alter von 92 Jahren in Köln.

## Filmographie (Auswahl)
- 1955: Ernst Thälmann – Führer seiner Klasse
- 1966: Nur einer wird leben
- 1966: Förster Horn (Folge: Die Giftpilze)
- 1969: Die Verschwörung
- 1970: Tod nach Mitternacht
- 1971: Der Zeuge
- 1972: Die rote Kapelle (Fernsehmehrteiler)
- 1973: Smog
- 1974: Motiv Liebe – Öl ins Feuer (TV-Serie)
- 1975: Die Insel der Krebse
- 1976: Vier gegen die Bank
- 1977: Aus einem deutschen Leben
- 1978: Heinrich Heine
- 1978–1996: SOKO 5113
- 1979: Tatort – Zweierlei Knoten
- 1979: Jauche und Levkojen
- 1985: Marie Ward – Zwischen Galgen und Glorie
- 1986: Die Krimistunde (Fernsehserie, Folge 20, Episode: Freundin gesucht)
- 1986: Ein Fall für zwei (Folge: T.O.D.)
- 1988: Geheime Reichssache (Fernsehzweiteiler)
- 1998: Parkhotel Stern
- 2001: Die Kumpel